# Pego
Pego és un municipi del País Valencià situat a la comarca de la Marina Alta a la província d'Alacant té una població de 10.295 habitants segons dades de 2022.
Ha estat històricament centre de la vall que porta el seu nom i també de les poblacions de les valls veïnes de la comarca. El rei Pere III d'Aragó va crear la baronia de Pego (1262) i la va repoblar amb colons barcelonins segons documentació de l'època (Carta de poblament de 1279). Ha estat cap de partit judicial i ha pertangut a les demarcacions històriques de la governació de Xàtiva fins al 1707, quan passà a formar part de la de Dénia i ja el 1833, amb la divisió provincial, després d'uns anys a l'efímera província de Xàtiva, passà a pertànyer a la província d'Alacant.

## Geografia
La Vall de Pego està composta pels municipis de Pego i de l'Atzúbia. Constituïx una clara unitat física i humana situada en el centre nord de la comarca la Marina Alta, fitant la província de València. És una gran depressió envoltada de muntanyes, a excepció de la zona de llevant on hi ha una formació d'albufera, marjal i un cordó arenós de Les Deveses eveses. Les muntanyes més destacades són: la serra del Cavall o Cabal (713 m alt), Montnegre (653 m), Bodoix (556 m), Mostalla (359 m), Ambra (298 m). Els rius de la vall són el riu Bullent (o Bullentó, o Calapatar) que dona origen al riu Racons (o Molinell) per mitjà del riu Revolta que hi fa d'enllaç. De barrancs, trobem els de Benitjats, Benituba, Castelló, Mostalla i Sant Joaquim (Sant Xotxim). La pluviometria de Pego és de les més altes del País Valencià, cosa que fa que acumule aigües de la vall i de les veïnes i que hi haja una zona pantanosa. Va ser molt destacat el conreu de l'arròs bomba o bombó durant el segle xx.
El terme municipal de Pego limita amb els de l'Atzúbia, Dénia, Orba, Ràfol d'Almúnia, Sagra, Tormos, Vall d'Ebo i Oliva.

## Història
Durant el Paleolític es troben diversos centres de població humana en coves de les muntanyes i segurament la vall constituïa una badia marítima, dedicada a la pesca de mar.
En el Neolític n'hi ha més poblaments (Coves del Xical, l'Ase i Negra), es produïx el tancament de l'albufera.
En l'edat del bronze té lloc una gran activitat pesquera i marítima en la costa, i es tenen coneixements de diversos assentaments dins de l'albufera, tots dedicats a la pesca. Un dels més estudiats es troba a la Marjal de Pego-Oliva, a la zona anomenada El Pla, un altre en l'indret anomenat Tossal Ras, accessible des de la carretera de Pego a Benidorm, en el port de Sagra.
La cultura ibèrica va ser molt important al País i també a la Vall, així es troben abundants restes de ceràmica ibèrica, i els jaciments de la Muntanyeta Verda i el Tossalet de Sorell.
De l'època de l'Imperi Romà s'han trobat unes sepultures i una moneda en una parcel·la de la partida de Penyalva. Una làpida de marbre a l'Heretat de Sala. Una necròpolis i una moneda de Trajà a la partida de Favara. Tres peces de columnes en una vila de Sant Antoni. Nombroses sepultures i abundant material ceràmic i d'aixovar a la partida de Gaià, prop de l'antiquíssim Poet de Cotes. Algunes restes de la petita muralla que envoltava el poblat del Tossalet de les Mondes. Una necròpoli, un forn, a l'Alter de Pau. Ceràmica a l'Atzaïla.
Durant l'època musulmana la població estava disseminada per la vall en diversos nuclis poblacionals. A banda de l'alqueria d'Uixola, on a finals del segle xiii (prèvia expulsió dels andalusins autòctons) es funda de nova planta la vila cristiana de Pego, hi trobem: la fortalesa del Miserat o Miserà, Favara, Atzúbia, Atzaïla, Atzaneta, Benitjats, Benigàlip (ara pda. Benigani), Benituba, Benumeia, Castelló, Cotes, Favara, Rupaix, Salamona, Beniçuleima (Sant Antoni), i el Castell d'Ambra, jaciment per excel·lència del període a la vall. El cabdill Al-Azraq a la darreria del període va enfrontar-se diverses vegades al rei Jaume el Conqueridor.
Amb la conquesta cristiana de Jaume el Conqueridor, i sobretot després de la dissolució de la important aljama pegolina després de la darrera revolta mudèjar, és amb Jaume II i Pere III quan, després d'un breu període d'ocupació del Castell de Pego o Ambra, es funda la vila de Pego i s'estructura tal com és actualment per rebre els nous pobladors del nord, encara que també s'han trobat restes més antigues dins el centre urbà de l'alqueria andalusina d'Uixola. El rei Conqueridor donà el castell de Pego a Arnau de Romaní (1258). El rei Pere III d'Aragó crea la baronia de Pego (1262) i la repobla amb colons barcelonins per carta de poblament de 1279. Fins al 1300 va estar incorporat al Patrimoni Reial i després passa a poder de senyors feudals, Dona Constança (1300-1307), Dona Blanca d'Aragó (1307-1310), la Corona (1310-1322), Pere de Ribagorça (1322-1325), Uguet de Cardona (1325-), Vidal de Vilanova (-1409), Francesc Gilabert de Centelles (segle xv), i finalment els Ducs de Gandia (meitat del segle xvi).
L'expulsió dels moriscos (1609), significà un despoblament de la vall i una concentració d'habitants a la vila. El segle xvii va veure també moviments populars com la segona Germania (1693) que Pego va viure intensament.
Durant la Guerra de Successió es va declarar partidària de l'arxiduc Carles, i les tropes de Felip V la van ocupar per llarg temps, convertint-la en una important base d'operacions, i per això li va ser atorgat el títol de Muy Noble Villa.
A les darreries del segle xviii i durant el XIX la població es va preocupar molt per la distribució i canalització dels regs per tot el terme, i la guerra del francés va commocionar-la durant uns quants anys.
El segle xx la vila va quedar estancada mentre poblacions veïnes augmentaven demogràficament. Segurament li afectà les seues comunicacions i escassa industrialització.
A finals del segle passat i inicis de l'actual XXI, com a la resta del país, hi ha hagut un cert revifament i expansió urbanística.

## Demografia
| 1646     | 1715  | 1794  | 1842  | 1860  | 1900  | 1920  | 1940  | 1960  | 1981  | 2000   | 2005   | 2011   |
| -------- | ----- | ----- | ----- | ----- | ----- | ----- | ----- | ----- | ----- | ------ | ------ | ------ |
| 224 focs | 1.305 | 5.107 | 5.565 | 5.858 | 6.983 | 7.409 | 8.547 | 8.291 | 9.112 | 10.060 | 10.781 | 11.116 |

## Política i govern

### Composició de la Corporació Municipal
El Ple de l'Ajuntament està format per 17 regidors. En les eleccions municipals de 26 de maig de 2019 foren elegits 7 regidors del Partit Socialista del País Valencià (PSPV-PSOE), 5 de Compromís per Pego (Compromís), 3 del Partit Popular (PP), 1 de Ciutadans de Pego (CTPG) i 1 de Ciutadans - Partit de la Ciutadania (Cs).
| Eleccions municipals de 26 de maig de 2019 - Pego |                                          |                                     |                                     |        |          |          |
| Candidatura | Candidatura                              | Candidatura                         | Cap de llista                       | Vots   | Vots     | Regidors |
| | Partit Socialista del País Valencià-PSOE |                                     | Enrique Moll Briones                | 1.990  | 36,27%   | 7 ()     |
| | Compromís per Pego                       |                                     | Anna Sastre Masanet                 | 1.507  | 27,46%   | 5 (+1)   |
| | Partit Popular                           |                                     | Fernando González Ferrando          | 1.136  | 20,70%   | 3 ()     |
| | Ciutadans de Pego - Independents         |                                     | Alicia Mónica Siscar Escrivà        | 359    | 6,54%    | 1 (-1)   |
| | Ciutadans - Partit de la Ciutadania      |                                     | Simón Ortolá Vicens                 | 313    | 5,70%    | 1 (+1)   |
| | Altres candidatures                      |                                     |                                     | 154    | 2,81%    | 0 ( -1)  |
| | Vots en blanc                            |                                     |                                     | 28     | 0,51%    |          |
| Total vots vàlids i regidors | Total vots vàlids i regidors             | Total vots vàlids i regidors        | Total vots vàlids i regidors        | 5.487  | 100 %    | 17       |
| | Vots nuls                                | Vots nuls                           | Vots nuls                           | 63     | 1,14%    |          |
| Participació (vots vàlids més nuls) | Participació (vots vàlids més nuls)      | Participació (vots vàlids més nuls) | Participació (vots vàlids més nuls) | 5.550  | 72,83%** |          |
| Abstenció | Abstenció                                | Abstenció                           | Abstenció                           | 2.070* | 27,17%** |          |
| Total cens electoral | Total cens electoral                     | Total cens electoral                | Total cens electoral                | 7.620* | 100 %**  |          |
| Alcalde: Enrique Moll Briones (PSPV) (15/06/2019) Per majoria absoluta dels vots dels regidors (9 vots: 7 de PSPV, 1 de CTPG i 1 de Cs)                    |                                          |                                     |                                     |        |          |          |
| Fonts: Ministeri de l'Interior, Junta Electoral de Zona de Dénia. Periòdic Ara. (* No són vots sinó electors. ** Percentatge respecte del cens electoral.) |                                          |                                     |                                     |        |          |          |

### Alcaldes
Des de 2013 l'alcalde de Pego és Enrique Moll Briones del Partit Socialista del País Valencià-PSOE.
| Període                       | Alcalde o alcaldessa                      | Partit polític   | Data de possessió     | Observacions                |
| ----------------------------- | ----------------------------------------- | ---------------- | --------------------- | --------------------------- |
| 1979–1983                     | Vicente Gilabert Miralles                 | PSPV-PSOE        | 19/04/1979            | --                          |
| 1983–1987                     | Fernando Alemany Ortolà                   | PSPV-PSOE        | 28/05/1983            | --                          |
| 1987–1991                     | Fernando Alemany Ortolà                   | PSPV-PSOE        | 30/06/1987            | --                          |
| 1991–1995                     | Just Antoni Piera Sendra                  | PSPV-PSOE        | 15/06/1991            | --                          |
| 1995–1999                     | Carlos Pascual Sastre                     | UV-CCV           | 17/06/1995            | --                          |
| 1999–2003                     | Carlos Pascual Sastre                     | II               | 03/07/1999            | --                          |
| 2003–2007                     | Carmel Ortolà Siscar                      | PP               | 14/06/2003            | --                          |
| 2007–2011                     | Carmel Ortolà Siscar                      | CTPG - I         | 16/06/2007            | --                          |
| 2011–2015                     | Carmel Ortolà Siscar Enrique Moll Briones | CTPG-I PSPV-PSOE | 11/06/2011 20/07/2013 | Pacte govern CTPG-I+PSPV -- |
| 2015–2019                     | Enrique Moll Briones                      | PSPV-PSOE        | 13/06/2015            | --                          |
| 2019-2023                     | Enrique Moll Briones                      | PSPV-PSOE        | 15/06/2019            | --                          |
| Des de 2023                   | n/d                                       | n/d              | 17/06/2023            | --                          |
| Fonts: Generalitat Valenciana |                                           |                  |                       |                             |

## Monuments i llocs d'interés

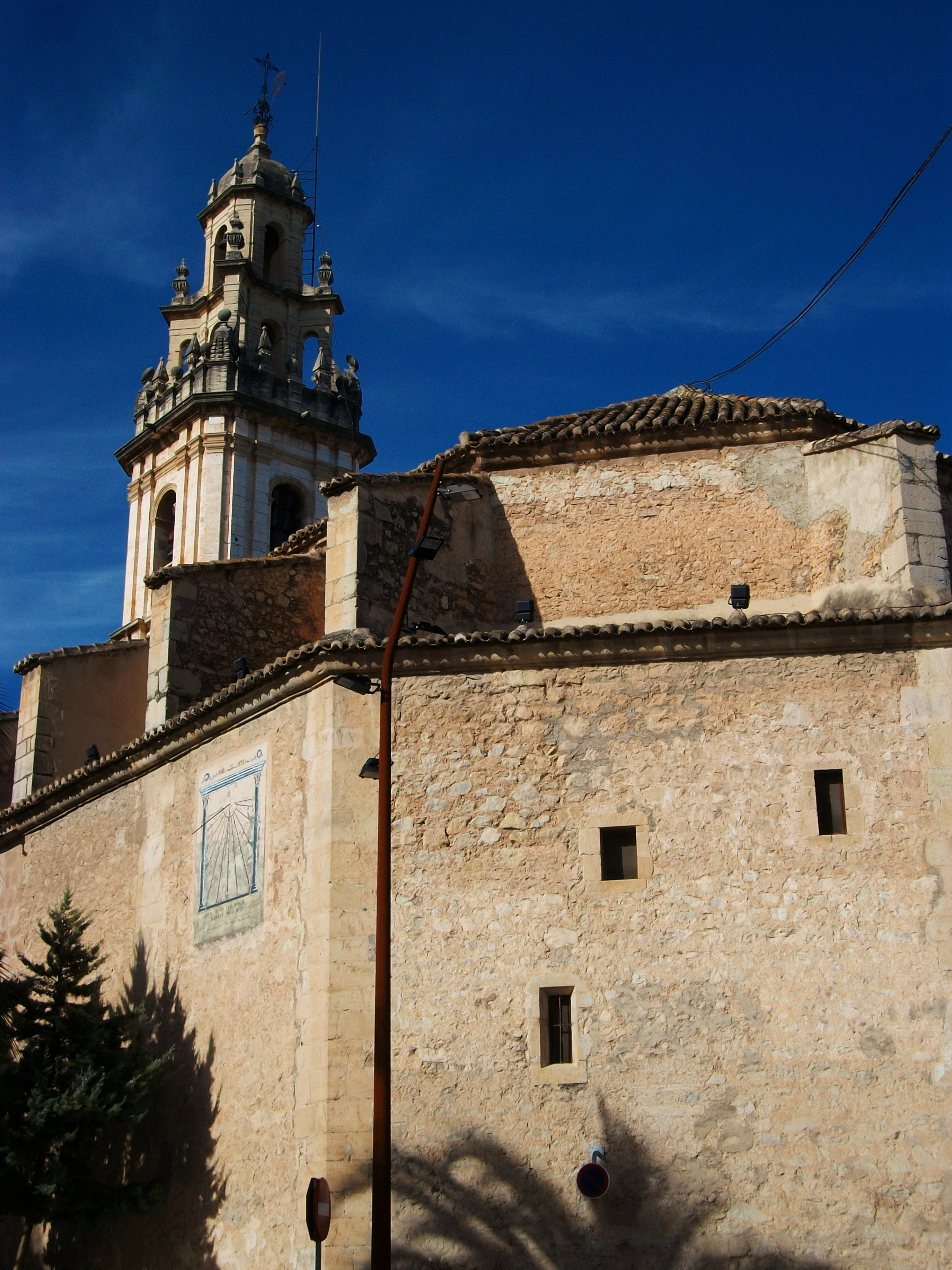
Església de l'Assumpció

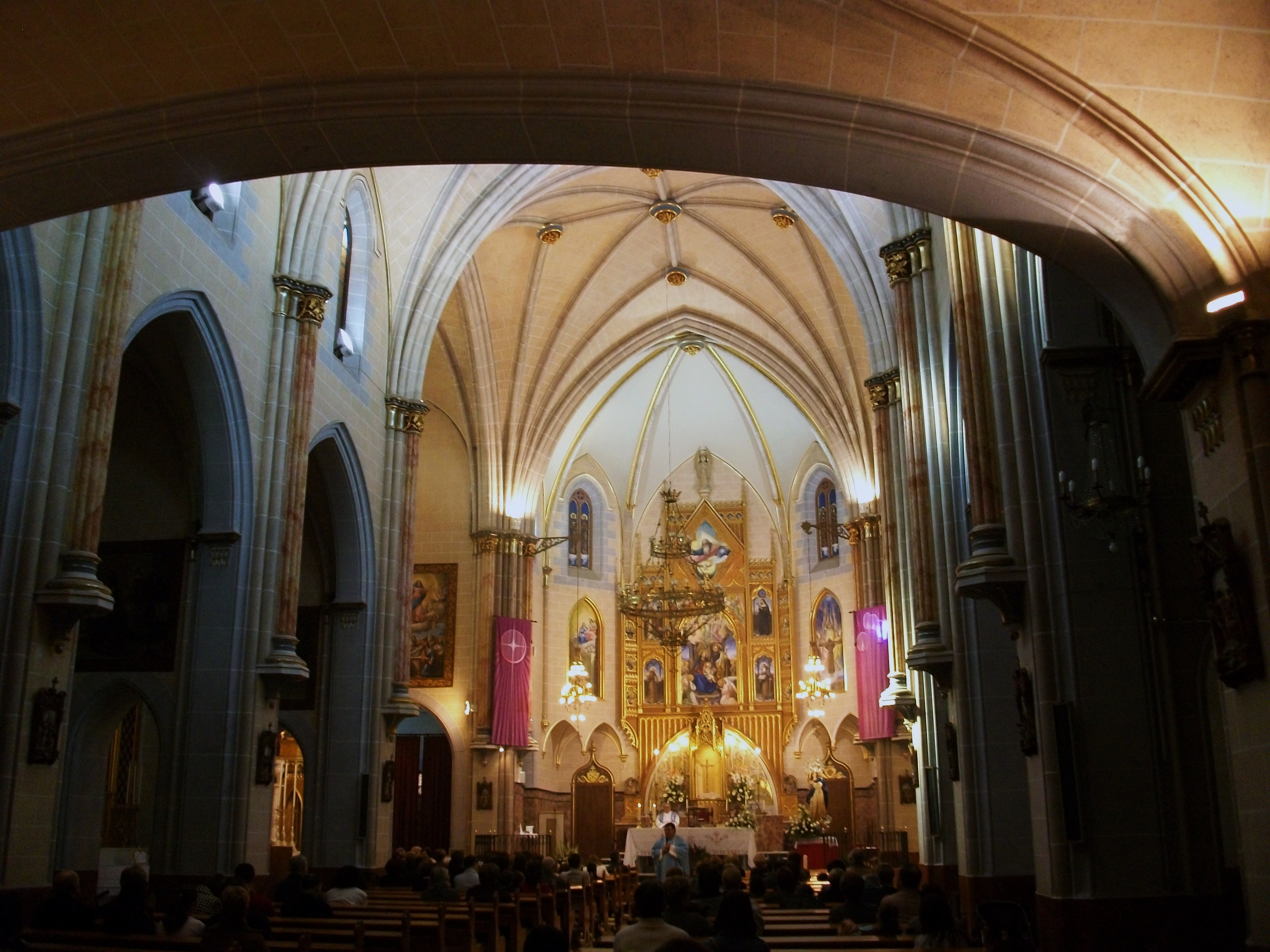
Interior de l'església del convent

- Nucli Antic. Es pot observar el seu traçat medieval i les restes de la muralla.

- Església Arxiprestal de Nostra Senyora de l'Assumpció. D'estil renaixentista, construïda en el segle xvi sobre les ruïnes d'altra església més petita, realitzada també sobre les restes de la mesquita d'Uxola. Conserva peces artístiques de gran interès regional i nacional, entre elles, el retaule de la Mare de Déu de l'Esperança, del segle xv, la doble Verònica, del XIV, la Creu Processional, del XV, el crucifix de la Sagristia, la imatge del Santíssim Crist de la Providència, així com nombroses peces d'orfebreria. L'actual retaule de l'altar major, així com totes les pintures de l'església són del valencià R. Cardells i són de després de la Guerra Civil espanyola, pintades cap al 1950. També cal destacar la conservació completa de l'arxiu parroquial, que es conserva des del segle xiv

- Capella de l'Ecce-Homo. D'estil barroc, realitzada en el segle xviii per l'arquitecte valencià Fra Francisco Cabezas, cap destacar la planta octogonal coronada amb una cúpula de teules vidriades de color blau i el campanar de secció triangular. En el seu interior es troben escultures de gran valor i bellesa com la del Santíssim Ecce-Homo, patró de la població, que data del segle xvii, d'autor desconegut (segons la tradició, va ser realitzada per dos "àngels divins" que es van aparèixer com dos pelegrins). Pertany a la parròquia de l'Assumpció.

- Museu d'Art Contemporani de Pego. Inaugurat el 1991. Està principalment constituït per les obres premiades en un Certamen de Pintura local realitzat anualment des de 1976.

- Convent dels Pares Franciscans - Parròquia de la Sagrada Família. El conjunt està format pel convent i l'església i el centre escolar. Es construí a finals del segle xix amb la contribució de tots els pegolins, encara que algunes parts, com el campanar, s'acabaren molt de temps després. L'edifici està construït en estil neogòtic.

- Ermita de Sant Josep, del segle xix.
- Ermita de Sant Miquel, del segle xvii, construïda sobre una antiga sinagoga.
- Ermita de Sant Antoni.
- Ermita de Sant Sebastià, gairebé derruïda, antiga parroquia, en la partida de Benumeia. També hi havia una altra parroquia en l'actual partida de Favara dedicada a Sant Pere, hui desapareguda. Es conserven arxius d'ambdues parroquies a la veina parroquia de l'Atzúbia.
- Ermita de Sant Joaquim, privada.
- Ermita de Sant Joan, privada.
- Capella de Sant Llorenç.

- Hi ha nombroses capelles i retaules de ceràmica en tots els carrers de la població que duen associat un sant, com és el cas dels carrers Sant Doménec, Sant Agustí, Sant Lluís, Santa Bàrbara, Sants Metges, Sant Bonaventura, la Mare de Déu de la Pau (Carrer La Pau), El Salvador (Carrer del Capità Sendra), etc., així com altres retaules devocionals al Santíssim Ecce-Homo o la Mare de Déu dels Desemparats. Els més antics daten del segle xviii. Hi ha catalogades quasi 70 mostres.

- El Poet de Cotes.
- Les covetes.

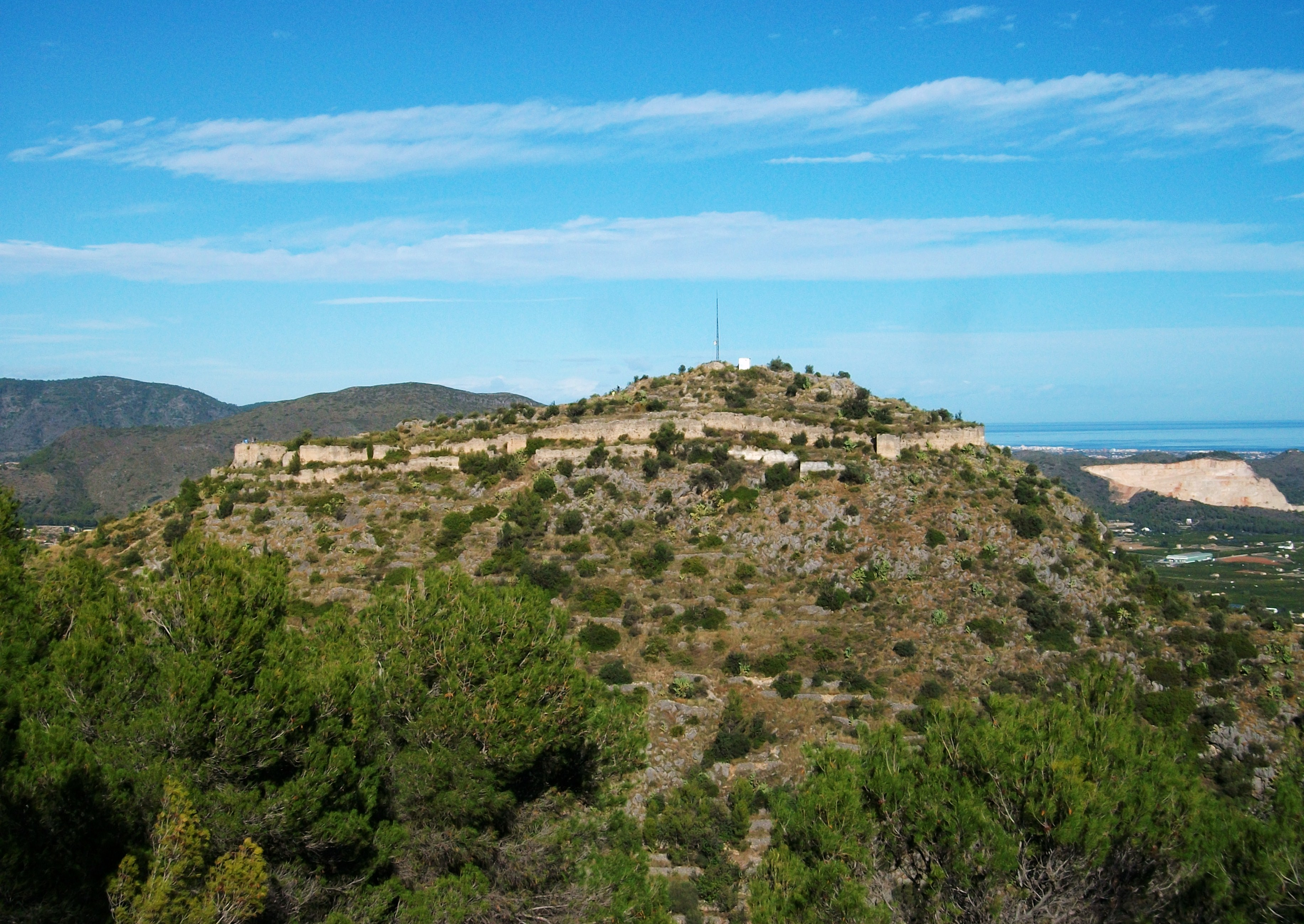
El castell d'Ambra

- Castell d'Ambra. És un de tants castells islàmics del territori valencià que van servir com llocs habitats i/o refugis de les comunitats rurals, amb un caràcter no feudal, i que van ser objecte de transformació i destrucció després de la conquesta. Antics historiadors dataven la construcció del castell entre els segles IX-XI, però les últimes investigacions i excavacions la daten a principis del segle xiii. Les ruïnes del castell s'alcen sobre una cresta rocosa de 264 m sobre el nivell del mar i la seua construcció s'adapta perfectament a l'orografia abrupta i rocosa de la muntanya d'Ambra. El castell no va participar activament en la conquesta, però si va tenir importància en les posteriors revoltes mudèjars capitanejades per Al-Azraq.

- Jaciments arqueològics. El terme municipal de Pego està ple de restes arqueològiques que denoten la presència humana des de l'antiguitat, afavorida probablement pels beneficis de la forest, la proximitat del Mediterrani i l'abundància d'aigua. En Ambra es troben restes de ceràmica neolítica, igual que en la Muntanyeta Verda i, les forests del Bullent. En les acaballes del Paleolític i també durant el Neolític trobem hàbitats en cova en algunes de les muntanyes pegolines.

Cova de l'Ase. Es tracta d'un hàbitat en cova i on haurien d'haver-se practicar soterraments.
Cova del Xical o Potastenc.
Cova Negra. Amb una majestuosa boca d'entrada orientades cap a l'Est.

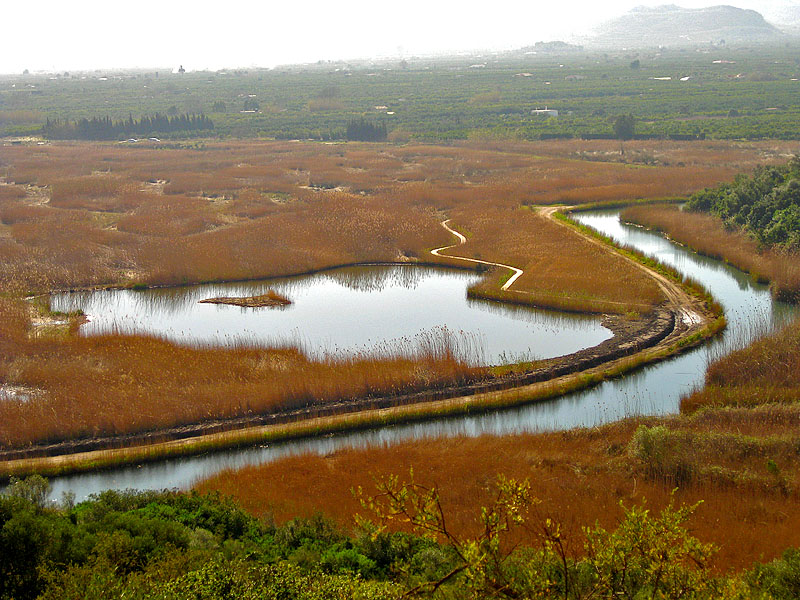
Marjal de Pego

El Pla. Jaciment descobert a principi dels anys 80 del passat segle. Es tracta d'un poblat de l'edat del bronze (4000-2000 a. C.) on van viure, caçar i pescar antics pobladors, defensats per una menuda muralla circumdant.
- Parc Natural de la Marjal de Pego-Oliva. La Marjal de Pego-Oliva se situa en el litoral de la vall de Pego, entre els cons al·luvials dels rius Gallinera i Girona. La vall de Pego queda emmarcada en forma de ferradura per les serres de Mostalla i Segaria, que conformen sengles aqüífers càrstics la descàrrega dels quals en forma d'"ullals" (deus), formen els rius Bullent-Vedat i Racons-Molinell, els quals emmarquen la zona humida, al nord i sud respectivament. La Marjal és una antiga albufera en estat avançat de colmatació, travessada per multitud de séquies, resultat del cultiu de l'arròs que s'ha mantingut fins a l'època actual. Tractant-se per tant d'un ecosistema altament transformat per l'home.

### Muralles i castells de Pego

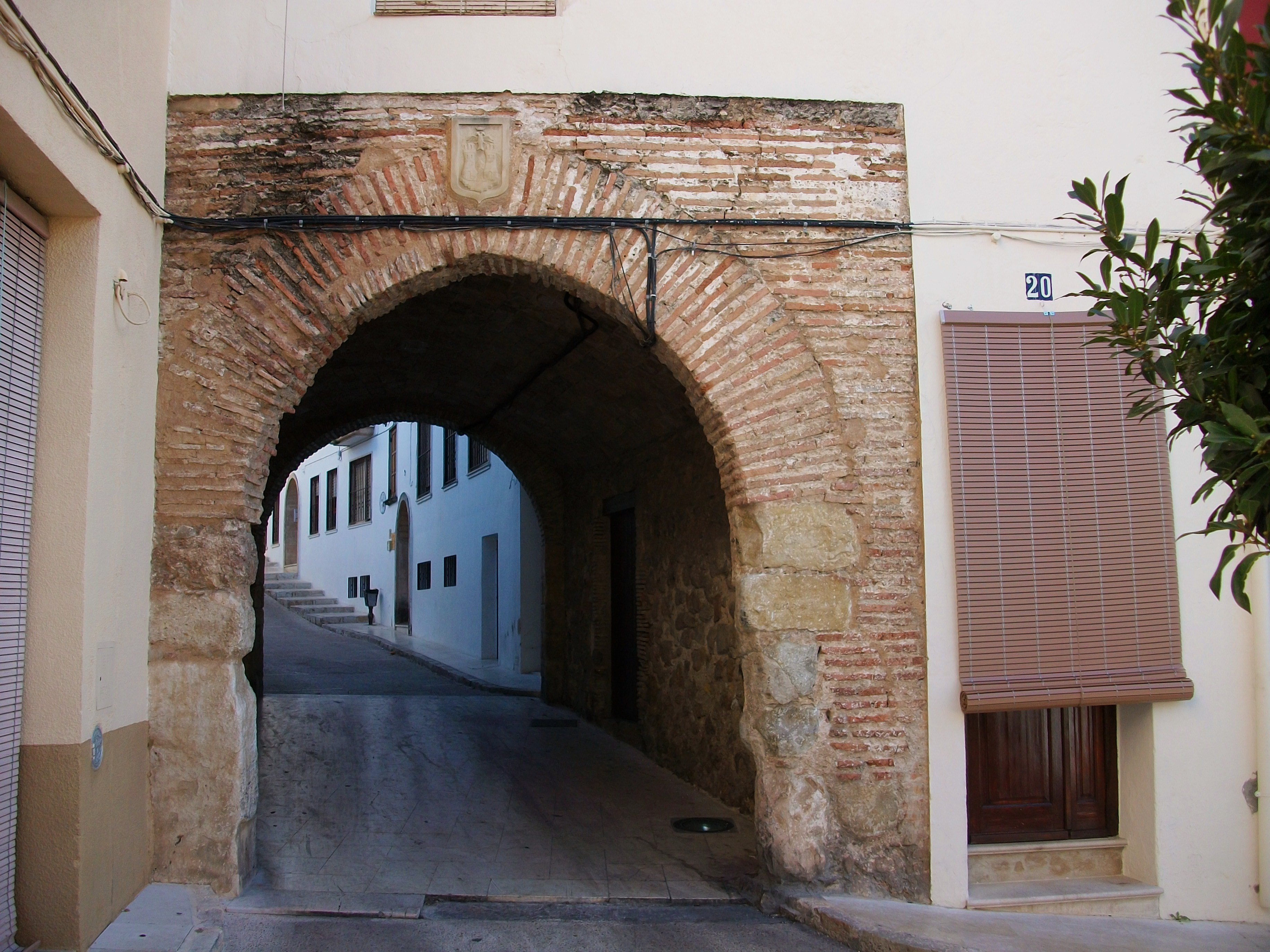
Portal de Sala

L'origen de les muralles de Pego és indiscutiblement cristià medieval, atés que es coneixen nombroses referències textuals a la creació de la vila i a les seues muralles que no es trobaven acabades a principis del segle xiv. De l'anterior alqueria d'Uixola, situada en el mateix emplaçament, no en queda rastre, ja que només es coneixen arqueològicament restes del cementeri islàmic extramurs, situat a l'actual carrer Major. El recinte posseïa fins a 16 torres. Sembla que tot eixe nou conjunt va ser parcialment destruït durant la Guerra de Successió i desaparegué definitivament poc després. Les restes actuals consistixen en diversos llenços, incorporats quasi sempre a altres construccions. Destaca l'anomenat 'Portal de Sala', un dels accessos de la primitiva muralla, que s'obri en el número 20 del carrer de Sant Agustí. Hi queden al costat restes visibles del que va ser la torre annexa quadrada que defensava l'entrada.
El Castell d'Ambra es troba sobre un pujol al sud de la població, seguint la carretera comarcal 3318 en direcció a La Vall d'Ebo. El seu origen és musulmà i va ser una important fortalesa que vigilava el pas cap a la vall de l'Ebo. Va pertànyer, com la resta del territori, a Al-Azraq, el qual el va perdre després de la seua revolta. Posteriorment la seua propietat seguiria paral·lela a la de la vila de Pego. Encara que actualment en ruïnes, s'aprecia gran part del seu recinte emmurallat, destacant-hi les sòlides torrasses quadrades dels seus cantons, que són els que millor s'han conservat.
Existixen referències documentals d'altres dos castells al terme de Pego: el Castell de Favara i el Castell de Benumea, que prenen el seu nom de les partides on es trobaven. Encara que es coneix la seua ubicació aproximada, no se n'han trobat restes significatives.

## Festes

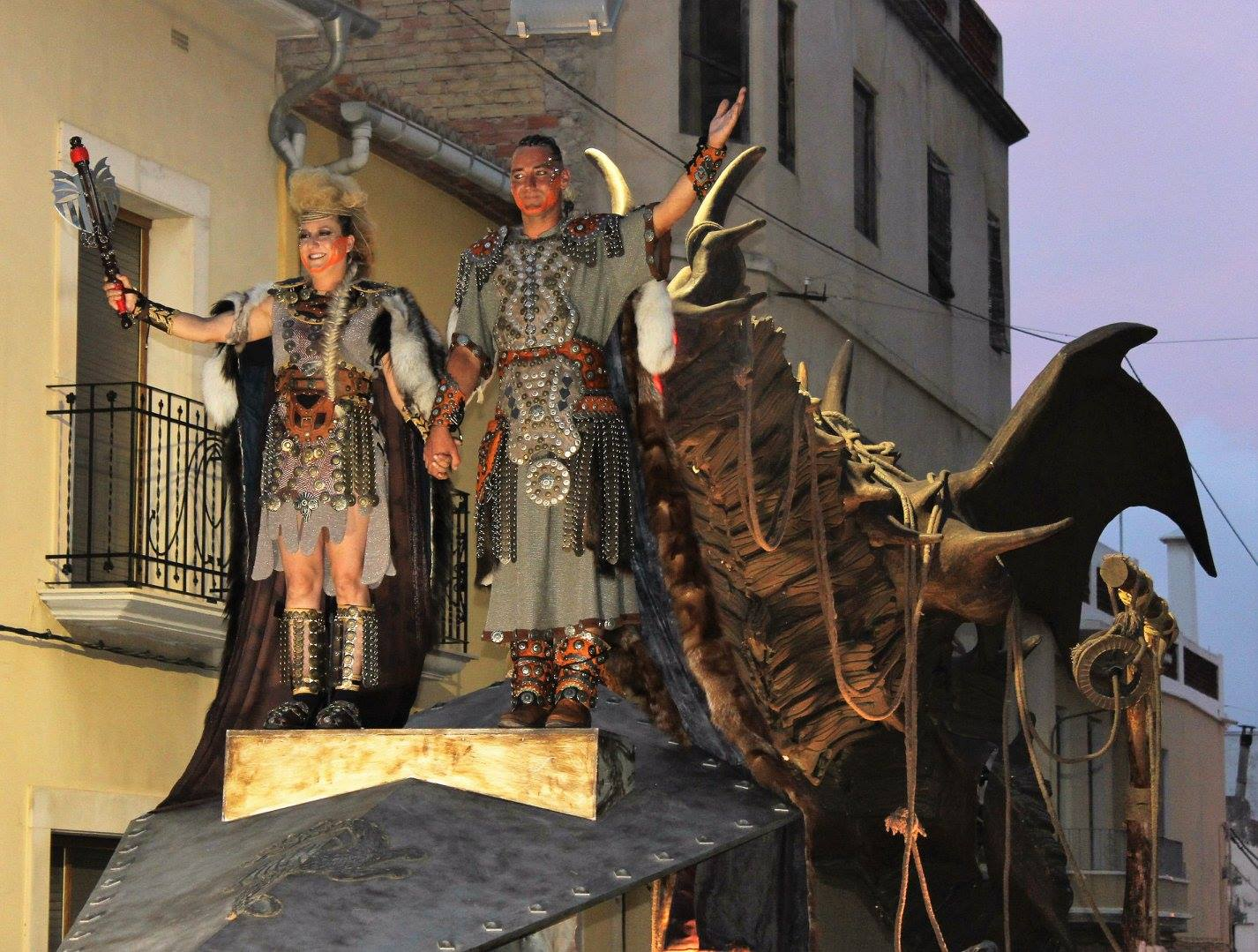
Capitania 2016 Moros i Cristians Pego.

- Sant Antoni Abat. Les festes comencen amb el "Porrat de Sant Antoni", el dia 17 de Gener. Encara es manté l'ancestral tradició de beneir als animals donant tres voltes a l'ermita.

- Baixada del riu Bullent. El dissabte abans de Carnaval se celebra la Baixada del Riu Bullent, en la qual els participants duen a terme una peculiar «carrera» navegant riu avall amb embarcacions fabricades per ells mateixos amb materials diversos, fent gala d'una gran originalitat i destresa. És una festa que duu 27 edicions.

- El Carnestoltes de Pego és un dels més famosos i concorreguts del País Valencià.[7] El poble es transforma i ix al carrer en una celebració plena de rialles, color i música. La gent participa vestida amb tota mena de disfresses i el poble s'ompli d'orquestres distribuïdes pels carrers del nucli urbà. A les onze de la nit tot el poble disfressat es reunix al Pla de la Font, per a desfilar després fins al Passeig de Míchel, on tenen lloc concerts i durant tota la nit hi ha revetles gegants.[8] A vegades, la població ha arribat a quintuplicar-se per a celebrar la nit de Carnestoltes. Des de fa uns anys, també se celebra a Pego el Mig Any de Carnestoltes a principis del mes de setembre, durant el qual s'emula la festa típica del Carnestoltes, però sense tanta afluència de forasters.[9]

- Dia de la Crosta. Com a celebració de l'arribada de la quaresma i per tal d'acomiadar-se de la carn, és tradició entre els pegolins anar amb els amics o la família a la platja o a la muntanya a menjar la Crosta o arròs amb crosta, un menjar típic en què els ingredients principals són la carn, l'arròs i l'ou.

- Enterrament de la Sardina. També anomenada l'Enterrament de la Pinyata, és una festa que se celebra el cap de setmana següent del de les Carnestoltes, i on la gent es vist completament de negre i desfila pels carrers seguint un itinerari predefinit. Cada grup de gent ha construït per a l'ocasió una Sardina de cartó, suro i/o fusta, que acaba cremada al final de la cercavila en una foguera.

- Falles. Les Falles és la festa dels valencians. En Pego hi ha tres falles que són: la Falla de la Font, la Falla de la Plaça i Natzaret i la Falla del Convent.

- Setmana Santa. En l'actualitat la Setmana Santa es compon de nou passos o imatges, que per ordre són els següents: Creu de les Insígnies, Oració de l'Hort, Crist de la Columna, Ecce homo, Jesús de Medinaceli, Verge dels Dolors, Jesús Natzaré, Verònica, i Crist de la Providència. Encara es conserva la tradicional festa de la Salpassa, en què els rectors d'ambdues parròquies recorren el poble acompanyats pels escolans, beneint les famílies del poble i convidant-les a celebrar el Tríduum Pasqual.

- Moros i Cristians. És la festa major, la fira, que se celebra a la fi de juny en plena fira del poble. Se celebren des de 1969 en honor del Santíssim Ecce-Homo, patró de la localitat, la festa del qual tanca la celebració de la fira, el dia de la Sang. Actualment existixen 13 filades: 7 cristianes i 6 mores.

## Gastronomia
D'entre els plats típics de Pego destaquen les Coques escaldades amb gamba, verdura o tonyina, l'arròs amb crosta, l'Arròs amb fesols i "penques", la Paella d'anguila i ànec, l'Olla i l'All i pebre. També destaquen els Figatells.

## Personatges il·lustres
- Maria Cambrils Sendra, escriptora feminista i compromesa que escrigué del llibre Feminismo Socialista (1925) i que col·laborà en diverses revistes.
- Aquilino Barrachina Ortiz, alcalde socialista de Pego, afusellat el 1940.
- José Alarcón Herrero, regidor de Pego, afusellat el 1940.
- Miguel Semper Peiró (Michel), cantant pegolí nascut l'any 1933 que va arribar a la fama a la dècada dels 60 després d'aparèixer en programes de TVE i fer gires arreu d'Europa. Va fer de teloner en els dos concerts que els Beatles van realitzar a Espanya.
- Evarist Miralles, millor cuiner d'Espanya 2011.
- La Gossa Sorda, grup de música rock-ska en valencià.
- Smoking Souls, grup de música rock en valencià
- Els Tres de Pego, tres joves pegolins assassinats a Gusen (Camp de concentració de Mauthausen-Gusen)

## Entitats esportives
- Pego Club de Futbol
- Centre Excursionista de Pego
- Club de Tennis Pego
- Bàsquet Pego
- Club d'atletisme Dorsal 19